# Hyundai Stellar
Hyundai Stellar (Hangeul: 현대 스텔라) var en stor mellemklassebil fremstillet af Hyundai Motor. Stellar kom på markedet i september 1983 som efterfølger for Ford Cortina Mk V (identisk med Ford Taunus), som Hyundai i Sydkorea hidtil havde fremstillet og solgt for Ford. Stellars karrosseri var designet af Giorgetto Giugiaro, mens platformen fra Ford Cortina blev genbrugt.

## Teknik
Motorer og gearkasser var fremstillet på licens fra Mitsubishi. Frem til 1986 var den firecylindrede 1,4-litersmotor (4G33) kombineret med en manuel firetrinsgearkasse, mens den større 1,6'er (4G32) kunne kombineres med enten en manuel femtrinsgearkasse (type KM119) eller en tretrins automatgearkasse (BorgWarner 03-55L). Udstyrsvarianterne hed "L" (basisudstyr), "GL/CL" og "GSL/CXL". GSL/CXL havde el-ruder, elektrisk centrallåsesystem, el-justerbare sidespejle, indvendigt oplukkelige bagagerums- og tankklapper, stor bilradio, komplet kombiinstrument (med omdrejningstæller, triptæller, brændstofmåler, kølevæsketermometer, voltmeter og olietryksmåler) og som ekstraudstyr klimaanlæg. Dette var for bilens type og årgang en lang udstyrsliste.

### Facelift
I efteråret 1987 blev Stellar II (eller i Canada Stellar 2.0) modificeret: Ændringerne omfattede en 2-vejs-katalysator, en ny instrumentering, en større Mitsubishi-Motor på 2,0 liter (type 4G63) og udstødningsgastilbageføring, en stærkere gearkasse, større forlygter og modificerede baglygter. I stedet for dobbelte tværled havde forhjulene nu MacPherson-fjederben og tværled, bilen fik større bremser og en todelt kardanaksel. Som ekstraudstyr kunne Stellar leveres med forskellige alufælge, og havde i Canada helårsdæk fra Michelin som standardudstyr. Fra dette år kunne der ligeledes leveres en ny automatgearkasse med overdrive.
I efteråret 1988 blev Stellar i Canada afløst af den egenudviklede Hyundai Sonata. Produktionen blev indstillet i december 1989.
- Hyundai Stellar (1987–1989)
- Bagfra
- Instrumentbræt